# Stopień przezroczystości
Stopień przezroczystości kamienia - cecha fizyczna wynikająca z jonowego charakteru wiązań atomowych budujących strukturę danego minerału.

Pod pojęciem przezroczystość rozumie się tu przepuszczalność światła przez ośrodek.
Wśród minerałów wyróżnia się: 
- przezroczyste - się np. diament, kwarc;
- przeświecające (półprzezroczyste) - np.: chalcedon, lazuryt, turkus.
- nieprzezroczyste - minerały kruszcowe (rudne) np. siarczki, galena, piryt, chalkopiryt, tlenki, magnetyt, w których występuje typ wiązania metalicznego.

Przezroczystość kamieni zmniejsza się wraz z obecnością inkluzji, domieszek innych faz mineralnych czy też defektów strukturalnych.

Przepuszczalność światła może być zaburzona wskutek silnej absorpcji światła w krysztale. 
W bardzo cienkich warstwach nawet minerały zazwyczaj nieprzezroczyste stają się przezroczyste lub przeświecające. 

Wszystkie metale są również w cienkich warstwach nieprzezroczyste. Minerały ziarniste lub włókniste oraz skupienia są zawsze nieprzezroczyste.